# Promień Airy’ego
Promień Airy’ego – niedyfrakcyjna forma falowa, która zakrzywia się podczas rozchodzenia.

## Opis fizyczny
W przekroju poprzecznym promień Airy’ego wykazuje obszar głównej intensywności z przylegającymi do niego mniej intensywnymi obszarami, rozchodzącymi się do nieskończoności. W praktycznych zastosowaniach, promień jest obcięty, stanowi więc skończoną kompozycję.
Podczas rozchodzenia się, promień nie ulega dyfrakcji, np. nie rozprasza się. Przejawia również skłonność do samoistnego przyspieszania. Podczas rozchodzenia się zagina się w paraboliczny łuk.

## Historia
Termin „promień Airy’ego” pochodzi od całki Airy’ego, opracowanej przez George Biddell Airy’ego w celu wyjaśnienia rozszczepiania światła, np. w tęczy.
Teorię formy falowej Airy’ego zapoczątkowali w 1979 r. M.V. Berry i N.L. Balasz. Zaprezentowali wówczas nierozpraszające się rozwiązanie równania Schrodingera, będące pakietem falowym Airy’ego.

## Opis matematyczny
Pozbawione potencjału równanie Schrödingera:
{\displaystyle i{\frac {\partial \Phi }{\partial \xi }}+{\frac {1}{2}}{\frac {\partial ^{2}\Phi }{\partial \,s^{2}}}=0}
posiada następujące nierozpraszające rozwiązanie:
{\displaystyle \Phi (\xi ,\,s)=\mathrm {Ai} (s-(\xi /2)^{2})\exp(i(s\xi /2)-i(\xi ^{3}/12)),}
gdzie:
{\displaystyle \mathrm {Ai} } – funkcja Airy'ego,
{\displaystyle \Phi } – powłoka pola elektrycznego,
{\displaystyle s=x/x_{0}} – bezwymiarowa współrzędna trawersowa,
{\displaystyle x_{0}} – arbitralna skala trawersowa,
{\displaystyle \xi =z/kx_{0}^{2}} – normalizowana odległość propagacji,
{\displaystyle k=2\pi \,n/\lambda _{0}.}

## Eksperymentalne obserwacje
Georgios Sivilioglou i in. z sukcesem wytworzyli promień Airy’ego w 2007 roku. Promień z dystrybucją Gaussa był modulowany przez przestrzenny modulator światła aby otrzymać rozkład Airy’ego. Rezultat nagrano kamerą CCD.